# Nové Heřminovy
Nové Heřminovy (en allemand : Neu Erbersdorf) est une commune du district de Bruntál, dans la région de Moravie-Silésie, en République tchèque. Sa population s'élevait à 378 habitants en 2021.

## Géographie
Nové Heřminovy est arrosée par l'Opava et se trouve à 7 km au nord-est de Bruntál, à 58 km à l'ouest-nord-ouest d'Ostrava et à 221 km à l’est de Prague.
La commune est limitée par Čaková au nord, par Zátor à l'est, par Milotice nad Opavou et Oborná au sud, et par Široká Niva à l'ouest.

## Histoire
La première mention écrite de la localité date de 1406.

## Transports
Par la route, Nové Heřminovy se trouve à 6,5 km de Bruntál, à 90 km d'Ostrava et à 289 km de Prague.